# Халонен, Пекка
Пе́кка Ха́лонен (фин. Pekka Halonen, 23 сентября 1865[…], Лапинлахти, Куопиоская губерния — 1 декабря 1933[…], Туусула, Уусимаа) — финский художник, профессор. Наиболее известен своими зимними пейзажами, портретами  и жанровыми сценками.

## Биография

### Детство и юность
Пекка Халонен родился в общине Лапинлахти, в Восточной Финляндии, недалеко от Куопио, в небогатой семье. Его отец Олли Халонен был земледельцем и ремесленником, по совместительству выполнявшим декоративные работы в церквях и оформлявшим надгробия на кладбищах. Мать Вильхельмиина в молодости играла на скрипке и кантеле. Игре на последнем инструменте Пекка научился именно у матери. Фамилия Халонен стала довольно известной также благодаря двоюродным братьям художника, известным скульпторам Эмилю и Артту Халоненам.
В 1885 году Халонен поступил в педагогический институт — «семинарию Ювяскюля». Будучи недовольным строгими правилами института, он прервал обучение и отправился в Хельсинки, где проживал его знакомый — архитектор Йозеф Стенбек. Халонен твердо решил стать художником, и вся осень ушла на подготовку к поступлению в художественную школу. Время от времени он подрабатывал на стройке и выполнял работу декоратора. В 1886 году он поступил на весенний семестр в школу рисования Финского художественного общества, которая с 1888 года располагалась в только что построенном здании музея «Атенеум». Халонен стал одним из первых студентов «Атенеума». В то время обучение в художественной школе велось на шведском языке. Несмотря на то что летом Халонен подрабатывал, его доходов не хватало на полноценную учёбу, в связи с чем он был вынужден запросить в своем родном городе свидетельство о бедности, чтобы продолжить курс.
Халонен окончил школу рисования в 1890 году с отличными оценками и стипендией в размере 200 марок. Лето 1890 года Халонен провел дома, где написал картину «Сосновый мыс» (фин. Honkaniemi). Также он брал частные уроки французского языка.

### Учеба в Париже
Осенью 1890 года Халонен отправился на учёбу в Париж, в Академию Жюлиана. На лето 1891 года Халонен приехал в Финляндию, где и написал свою первую известную работу «Косари» (Niittomiehet). Осенью картина была выставлена на первой персональной выставке Халонена. На картине изображен брат художника Антти. Зимой Халонен продолжил обучение в Париже и весной 1892 вернулся в Финляндию, где и познакомился со своей будущей женой Майей Мякинен (род. 1.1.1873).
Родителям невесты Халонен не понравился, и, разочарованный тем, что не произвел на них должного впечатления, он отправляется в Рускеалу под Сортавалой. Там он пишет такие картины, как «Оийюстие» (Oijustie) и «Кантелист» (Kanteleensoittaja). В этом же 1892 году он становится членом Финского художественного общества. Весной 1893 в Лапинлахти Халонен пишет картину «У костра» (Tukkinuotiolla), на которой изобразил своего отца.
В этот год Халонен получил от государства денежное пособие в размере 3000 марок, которые по тем временам были очень большой денежной суммой, и отправился со своим другом художником Вяйно Бломстедом в Париж продолжать обучение, на этот раз в Академии Коларосси.
Учёба в Академии Коларосси длилась недолго, так как Халонен и Бломстед перевелись в ученики к только что приехавшему с Таити французскому художнику Полю Гогену. Будучи учеником Гогена, Халонен узнал о символизме и синтетизме, знакомство с которыми, однако, не привели его к отказу от реалистической манеры. В это же время Халонен увлекся японским искусством и даже приобрел для себя несколько гравюр на дереве. Также заинтересовался теософией и начал подумывать о первых запрестольных образах.

### Возвращение в Финляндию
В июле Халонен вернулся в Финляндию и в следующем 1895 году женился на Майе Мякинен. В семье родилось восемь детей: Юрье, Анни, Эркки, Антти, Марья, Элина, Сакари и Кайя.
Супруги прожили в родной общине Халонена в местечке Аккалансаари всего несколько недель, так как отношения художника с жителями общины сильно изменились после воспроизведенного им наброска запрестольного образа для местной церкви. Жители общины не считали Халонена настоящим художником, а выплаченное государством денежное пособие вызывало у многих зависть и возмущение. Все это привело к тому, что Халонен принял решение уехать из родной общины.
Будучи летом в общине Палтамо, супружеская пара знакомится с писателем и поэтом Эйно Лейно. В Палтамо Халонен пишет картину «Девицы у реки» (Neiet niemien nenissä). Полотно иллюстрирует отрывок из сороковой руны финского эпоса «Калевала». По словам самого Халонена, на создание этого полотна его вдохновило хоровое сочинение Яна Сибелиуса «Путешествие Вяйнямейнена по реке» (Väinämöisen venematka). Картина также выставлялась в 1900 году на всемирной выставке в Париже.

### Туусула
Супружеская пара переезжает в Туусулу, где Халонен в конце мая 1899 года выкупает земельный участок для постройки дома и студии. Там же Халонен создает картины «Вечерняя заря зимой» (Talvinen iltarusko), «Воз сена» (Heinäkuormia), «Молодые сосенки под снегом» (Lumisia männyntaimia). В 1899 году заканчивает запрестольный образ «Распятый на кресте» (Ristiinnaulittu) в церкви города Миккели. В 1902 году в Туусуле были построены дом и студия, а Халонен стал одним из членов Общества художников Туусуланъярви.
В 1925 году Халонен заканчивает работу над картиной «Лесосплав» (Tukinuitto), которая была заказана Государственным советом Финляндии для Дворца Лиги Наций в Женеве. В этом же году Халонену присваивается звание профессора. Пекка Халонен умер 1 декабря 1933 в своем доме в Туусуле.

## Творчество
В основном Халонен работал в пейзажном жанре и в жанровой живописи. В начале 1900-х годов Халонен стал прибегать к колористическим экспериментам и искать новые способы изображения. В 1915—1916 годах общий колорит его работ утратил былую яркость, а сам художник вернулся к традиционным пейзажам.
Халонен, в отличие от многих других художников-пейзажистов, работал быстро, часто даже без набросков, и придавал полотну законченный вид уже на пленэре, сводя к минимуму роль работы в студии. Целью художника являлось не скрупулёзное воспроизведение наблюдаемой картины, а создание гармоничной и взвешенной композиции.
В работах Халонена находят отражение мотивы и сюжеты как традиционной финской, так и мировой живописи. Он проявлял особый интерес к работам Жана-Франсуа Милле, мастера изображения крестьянской жизни и природы, а также к произведениям Жюля Бастьен-Лепажа. Вытянутая форма и вертикальная ориентация картин, а также асимметричное построение и орнаментальность говорят о влиянии японизма.

### Галерея
- Оийюстие (Oijustie), 1892, Атенеум
- Кантелист (Kanteleensoittaja),1892, Атенеум
- Праздник в новом доме (Pyhäpäivä Uudistalossa), 1894, Туусульское народное училище
- Игра Вяйнямейнена (Väinämöisen soitto), 1897
- За трапезой (Ateria), 1899, Художественный музей Дидрихсена
- Скрипач (Viulunsoittaja), 1900, Атенеум
- Прокладка дороги в Карелии (Tienraivaajia Karjalassa), 1900, Атенеум
- Автопортрет, 1906, Атенеум
- Зимний пейзаж, 1919, Государственный Эрмитаж
- Дети за чтением, 1916
- Зимний пейзаж, 1922
- Женщина в лодке (Nainen veneessä), 1922, Атенеум
- В сауне (Saunassa), 1925

### Другие известные работы
- Косари, 1891 (Niittomiehet)
- Рябина, 1894 (Pihlaja)
- После урока музыки, 1894 (Soittotunnin jälkeen)
- Двойной портрет, 1895 (Kaksoismuotokuva)
- Зимний день, 1895 (Talvipäivä)
- Девицы у реки, 1895 (Neiet niemien nenissä)
- Спокойный вечер, 1896 (Iltatunnelma)
- Против врага, 1896 (Vainolaisia vastaan)
- Пустошь, 1899 (Erämaa)
- Вечерняя заря зимой, 1899 (Talvinen iltarusko)
- У проруби, 1900 (Avannolla)
- Скрипач, 1901 (Viulunsoittaja)
- Помидоры, 1913 (Tomaatteja)